# COVID-19-Pandemie in Honduras
Die COVID-19-Pandemie in Honduras tritt als regionales Teilgeschehen des weltweiten Ausbruchs der Atemwegserkrankung COVID-19 auf und beruht auf Infektionen mit dem Ende 2019 neu aufgetretenen Virus SARS-CoV-2 aus der Familie der Coronaviren. Die COVID-19-Pandemie breitet sich seit Dezember 2019 von China ausgehend aus. Ab dem 11. März 2020 stufte die Weltgesundheitsorganisation (WHO) das Ausbruchsgeschehen des neuartigen Coronavirus als Pandemie ein.

## Verlauf
Am 11. März 2020 meldete das Gesundheitsministerium von Honduras, dass zwei einreisende Frauen am 10. März positiv auf SARS-CoV-2 getestet wurden. Es handelte sich um eine 42-jährige Frau, die nach einem Flug aus Madrid in Spanien auf dem Toncontin International Airport ankam, und um eine 37-jährige Frau, die nach einem Flug aus Genf in der Schweiz auf dem Ramón Villeda Morales Airport in Honduras gelandet war.
Die Außengrenzen von Honduras wurden geschlossen und es gibt lediglich vereinzelte kommerzielle Flüge. Über Honduras wurde eine allgemeine Ausgangssperre verhängt, die bis auf weiteres bis einschließlich 17. Mai 2020 gilt.
Die ehemalige Gesundheitsministerin Elsa Palou, eine Infektiologin, ging gegen Ende März 2020 davon aus, dass in Honduras mehr als 5000 Menschen mit SARS-CoV-2 infiziert worden seien. Denn Tests würden nicht staffinden und deshalb seien Ende März lediglich 67 Infektionen offiziell bestätigt. Kritisiert wird des Weiteren, während Polizei und Militärpolizei ausreichend Schutzbekleidung zur Verfügung gestellt worden sei, sei dies beim medizinischen Personal nicht der Fall.
Am 17. Mai 2020 waren in einem Land mit etwa 9 Millionen Staatsangehörigen 2565 SARS-CoV-2-Infektionen gemeldet, darunter waren 138 Todesfälle zu verzeichnen.
Am 17. Juni wurde bekannt, dass auch Präsident Juan Orlando Hernández und die Präsidentengattin positiv auf das Virus getestet wurden.

## Statistik
Die Fallzahlen entwickelten sich während der COVID-19-Pandemie in Honduras wie folgt:

### Infektionen

Bestätigte Infizierte in Honduras nach Daten der WHO. Oben kumuliert, unten Tageswerte

### Todesfälle

Bestätigte Todesfälle in Honduras nach Daten der WHO. Oben kumuliert, unten Tageswerte

## Impfung
Im Vergleich zu anderen zentralamerikanischen Ländern ist der Impfprozess gegen das Covid-19 Virus in Honduras relativ langsam. Am 21. Juni 2021 meldete Honduras nur 4,89 verabreichte Dosen pro 100 Personen, während andere Länder der Region bereits bis zu einem Viertel ihrer Bevölkerung geimpft hatten. Honduras ist einer der Empfänger von Impfstoffen, die im Rahmen des COVAX-Mechanismus verteilt werden, einer globalen Initiative, die den gerechten Zugang zu Covid-19-Impfstoffen zum Ziel hat. Bis Ende Mai 2021 hatte Honduras 238.000 Dosen des Impfstoffs AstraZeneca/Oxford erhalten, von denen landesweit 253.832 Dosen verabreicht worden waren, was insgesamt 7,5 % der honduranischen Bevölkerung abdeckte. Im Gegensatz zu anderen lateinamerikanischen Ländern hatte Honduras, ebenso wie Guatemala, Nicaragua und Paraguay, keine Impfstoffspenden aus China erhalten, weil diese Länder Taiwan anerkennen. Trotzdem hatte der honduranische Präsident Juan Orlando Hernández Interesse an der Eröffnung eines Handelsbüros für China bekundet, um Zugang zu mehr Impfstoffen zu erhalten. Der Bedarf an Impfstofflieferungen war so groß, dass der salvadorianische Präsident Nayib Bukele 34.000 Dosen an honduranische Dörfer spendete, deren Bürgermeister in den sozialen Medien Bitten um Impfstoffe gepostet hatten.